# 神学生
神学生（しんがくせい、英語：Seminarian）はキリスト教の諸教派（東方諸教会・正教会・カトリック教会・聖公会・プロテスタント）、イスラム教などの神学の教育機関である神学校で学び、教役者・聖職者（牧師・司祭など）を育成する機関で学ぶ学生のこと。プロテスタントの神学生は献身者と呼ぶこともある。研修生（聖書宣教会）、修養生（東京聖書学院）、士官候補生（救世軍士官学校）など、独自の呼び方で神学生を呼んでいる神学校もある。

## カトリック及びプロテスタントにおける神学生の学位
- 聖書神学、歴史神学、組織神学（教義学・キリスト教倫理・弁証学）、実践神学の4部門を4年間の大学教育で修得した者に授与される学位を通称神学士という。正式な表記は「学士（神学）」とされる。
- 神学士が、2年ないし3年間の大学院課程を修了して授与される学位を通称神学修士という。正式な表記は「修士（神学）」とされる。
- 神学修士が更に専門分野で学び、学位論文を提出し、審査受理されて授与される学位を通称神学博士という。正式な表記は「博士（神学）」とされる。また、神学士と神学修士の保持者が取得できる学位に、通称宣教学博士、牧会学博士などがある。

ただし神学校でどのような学位を得られるかについては、その神学校の態様による。